# Pando (departman)
Pando je najsjeverniji departman Bolivije nastao 1938., smješten tropskom području uz rijeke Madera, Beni, Madre de Dios, Orthon, Abuna, Manuripi, Tahuamanú, Acre, Negro, Bubuju, Pacahuaras i Mapirí, kraju nastanjenim raznim Panoan plemenima, među kojima se ističu Pacaguara i Yaminahua. Glavno središte departmana je grad Cobija u provinciji Nicolás Suarez, utemeljen još 1906.
Pando se prostire na području od 63.827 km², a 1992. ima svega 38,072 popisana stanovnika. Sastoji se od 5 provincija: Madre de Dios na jugu, Manuripi u unutrašnjosti i Nicolás Suárez, Federico Román i Abuná na sjeveru.